# Ad libitum
Ad libitum — у перекладі з латини — «вільно». Термін використовується здебільшого щодо короткочасної імпровізації в театрі, музиці, ораторському мистецтві. У медичних рецептах скорочення «ad lib.» означає, що ліки чи їх компонент може використовуватись у будь-яких кількостях.
Простий приклад «ad libitum»: якщо у театрі актор забув частину свого монологу чи діалогу, він може швидко вигадати, чим замінити забраклі фрази так, щоб ніхто нічого не помітив. Більше того, інколи режисери наполягають на тому, щоб актори вигадували по ходу деякі фрагменти у постановці, виконуючи їх, таким чином, ad libitum.
Термін «ad libitum» зазвичай стосується інтерполяції пропущеної частини матеріалу в контексті загалом зафіксованої п'єси. Якщо уся постановка цілком заснована на створенні матеріалу під час виступу, весь процес називають імпровізацією.
Ведучі телепередач іноді вставляють у свої виступи вивчені напам'ять частини матеріалу, які виглядають як імпровізований виступ ad libitum, але насправді вони вигадані і записані заздалегідь.
У музиці, термін «ad libitum» використовується для позначення імпровізованих частин твору, або частин твору, що використовуються у довільному темпі. Відповідна позначка — «ad libitum» — проставляється в нотному тексті.